# Valerij Gratjov
Valerij Nikolajevitj Gratjov (Валерий Николаевич Грачёв; på svenska även Valerij eller Valeri Grachev), född 14 oktober 1964 i Krasnogorsk, är en rysk bandytränare och tidigare spelare, vars moderklubb är HK Zorkij.
Åren 1984–1990 var hans klubb Dynamo Moskva. Han spelade i Falu BS åren 1993–2000 och i IFK Vänersborg 2000–2003 och 2005–2006. Gratjov spelade sedan två säsonger i HK Zorkij innan han återkom till Sverige och Blåsut BK Vänersborg som spelande tränare.
Han har blivit världsmästare fyra gånger (åren 1989 och 1991 med Sovjetunionen samt 1999 och 2001 med Ryssland) och har även ett SM-silver med Falu BS år 1999. Han gjorde det matchavgörande målet i VM-finalen 1991 och blev därmed den historiske siste målskytten för det sovjetiska landslaget i VM.
Inför säsongen 2019–20 blev han klar som Veiteräs nye huvudtränare.
Han är gift med Inna och har en son, Ilja, som också är en bandyspelare.